# علمدو
علمدو (بالصومالية: Buuraha Calmadow)‏ هي سلسلة جبال في الصومال،  تمتد من مدينة عيرجابو بمحافظة سناج إلى محافظة باري شمال الصومال، و تصل قمة شيمبيريس الواقعة جنوب عيرجابو والتي أعلى نقطة في جبال علمدو إلى حوالي 2,500 م (8,200 قدم)، كانت جبال علمدو مقصدًا سياحيًا منذ أواخر الثمانينيات.

## البيئة

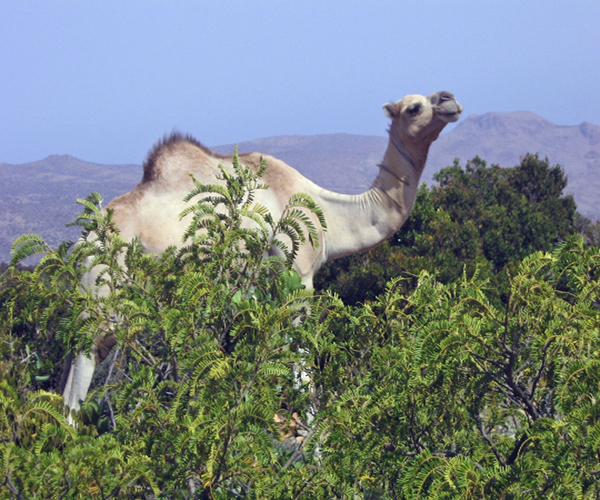
جمل يرعى فوق الأجزاء المورقة من علمدو

تقع الغابة الجبلية الكثيفة على ارتفاع يتراوح بين 700–800 م (2,300–2,600 قدم) فوق مستوى سطح البحر، ويصل متوسط هطول الأمطار السنوي 750–850 مـم (30–33 بوصة)، كما تتميز المنطقة بالضباب والأمطار الشتوية، ما يحافظ على الغابات التي تتكون معظمها من أشجار العرعر وغيرها، ويستخدم السكان المحليون أشجار العرعر. لإنتاج الأخشاب، و تتميز المنطقة بنمو نباتات مثل طيو والخزامى والعديد من الأنواع النباتية الأخرى، كما تضم السلسلة الجبلية شلالات لمدايا.
توجد في سلسلة جبال علمدو رواسب معدنية غير مستغلة وثروات طبيعية دفينة، و تعتبر منطقة رئيسية للتنقيب عن النفط، وفيها احتياط من النفط، مماثل للنفط المكتشف في اليمن كونهما كوّنا كتلة واحدة قبل انزياح القارات قبل 18 مليون سنة، بجانب ذلك، يوجد في علمدو ما يزيد على 1000 نوع من النباتات، 200 منها موجودة فقط في سلسلة الجبال هذه، وتحتوي على أكثر من 3000 نوع من النباتات الوعائية.
يوجد في علمدو والمناطق المجاورة لها مجموعة حيوانية أكثر باقي مناطق القرن الأفريقي، كما يوجد فيها بعض أندر الأنواع الحيوانية هنا منها بيرا.

### المسح النباتي

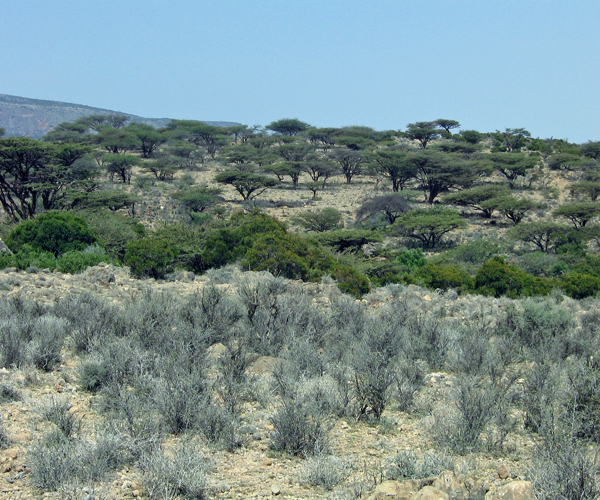
النباتات الفريدة من نوعها في علمدو

في يناير 1995 قام فريق من علماء النبات بقيادة الدكتور ماتس ثولين من جامعة أوبسالا في السويد بزيارة سلسلة جبال علمدو نيابة عن مشروع فلورا الصومال ومقره أوبسالا، وأجرى العلماء خلال الدراسة التي أجروها بتوجيه من البروفيسور الصومالي د. شكّل أحمد ورفاء (قسم النبات والمراعي، الجامعة الوطنية الصومالية) أكبر مسح نباتي تم إجراؤه على الإطلاق في المنطقة، حيث تم اكتشاف حوالي ثمانية أنواع جديدة من النباتات في هذا المسح.
علاوة على ذلك، تضم المنطقة بلازما جرثومية مهمة، تتطلب الحماية من الاستغلال المفرط من قبل البشر، وأوصى الفريق العلمي بعد المسح النباتي المذكور في علمدو بضرورة الحفاظ على الغابة المحلية كتذكار وطني، كونها تلعب دورًا مهمًا في النظام البيئي لسلسلة الجبال وتمثل مورداً طبيعياً قيماً.
بالإضافة إلى ذلك، توفر الغابات فرصًا فريدة للتعليم والبحث، ويجري مشروع تطوير محمية طبيعية في هذه المناطق بتنفيذ من شركة ECOTERRA Intl، بالتعاون مع صندوق Calmadow Trust.